# Nam vương Quốc tế 2013
Nam vương Quốc tế 2013 là cuộc thi Nam vương Quốc tế lần thứ tám được tổ chức vào ngày 21 tháng 11 năm 2013 tại Skenoo Hall, Gandaria City Mall, Jakarta, Indonesia. Jose Anmer Paredes Jaimes đến từ Venezuela đăng quang ngôi vị Nam vương Quốc tế thứ tám.

## Kết quả
| Thứ hạng                                  | Thứ hạng | Thứ hạng | Thứ hạng |
| Hạng                                      | Thí sinh |          |          |
| ----------------------------------------- | --- | -------- | -------- |
| Mister International 2013                 | - Venezuela — José Anmer Paredes |          |          |
| Á vương 1                                 | - Indonesia — Albern Sultan |          |          |
| Á vương 2                                 | - Brasil — Jhonatan Marko |          |          |
| Á vương 3                                 | - México — Hans Briseño |          |          |
| Á vương 4                                 | - Philippines — Gil Wagas |          |          |
| Á vương 5                                 | - Séc — Antonín Beránek |          |          |
| Top 10                                    | - Colombia — Mario Lora - Singapore — Edwin Heng - Slovakia — Michal Gajdošech - Trung Quốc — Haolong Tan                                                      |          |          |
| Top 16                                    | - Chile — Pablo Alcayaga - Canada — Kristian Denver Diaz - Costa Rica — Israel Moya - Slovenia — Jure Rugani - Thổ Nhĩ Kỳ — Ufuk Değer - Ý — Marco Della Croce |          |          |
| Top 20 (công bố qua trang web chính thức) | - Malaysia — James Ng Yin Teng - Perú — Rodrigo Fernandini Chu - Sri Lanka — Muthamerenna Brayan Eustass Livera - Tây Ban Nha — Adrián Gallardo Alcoholado     |          |          |
| Giải thưởng đặc biệt                      | |          |          |
| Giải thưởng                               | Thí sinh |          |          |
| Best Body                                 | - Venezuela — José Anmer Paredes |          |          |
| Best National Costume                     | - Panama — Sergio Isaac Lópes |          |          |
| Mister Congeniality                       | - Hoa Kỳ — Jeremy Wyatt Akin |          |          |
| Mister Internet Popularity                | - Philippines — Gil Wagas |          |          |
| Mister Photogenic                         | - Indonesia — Albern Sultan |          |          |

## Các thí sinh
38 thí sinh dự thi.
| Quốc gia/vùng lãnh thổ | Thí sinh                |
| ---------------------- | ----------------------- |
| Ấn Độ                  | Hukapa Chakhesang       |
| Bỉ                     | Sylvain Renard          |
| Bolivia                | David Suárez Hatfield   |
| Brasil                 | Jhonatan Marko          |
| Canada                 | Kristian Denver Diaz    |
| Chile                  | Pablo Alcayaga          |
| Colombia               | Mario Lora              |
| Costa Rica             | Israel Moya             |
| Cộng hòa Dominica      | Jonathan Checo          |
| El Salvador            | Jorge Panameño          |
| Hàn Quốc               | Jae Hyuk Kim            |
| Hoa Kỳ                 | Jeremy Wyatt Akin       |
| Hy Lạp                 | Alexandros Ioannidis    |
| Indonesia              | Albern Sultan           |
| Liban                  | Firass Abbass           |
| Ma Cao                 | Nuno Wong               |
| Madagascar             | Tojo Antsa Ratsimbazafy |
| Malaysia               | James Ng                |
| México                 | Hans Briseño            |
| Nam Phi                | Pubern Padayachee       |
| New Zealand            | Petrus Fourie           |
| Nga                    | Maksim Sorochinskiy     |
| Panama                 | Sergio Isaac Lópes      |
| Perú                   | Rodrigo Fernandini      |
| Philippines            | Gil Wagas               |
| Puerto Rico            | Jimmy Perez Rivera      |
| Séc                    | Antonín Beránek         |
| Singapore              | Edwin Heng              |
| Slovakia               | Michal Gajdošech        |
| Slovenia               | Jure Rugani             |
| Sri Lanka              | Brayan Livera           |
| Tây Ban Nha            | Adrian Gallardo         |
| Thái Lan               | Woraphop Klaisang       |
| Thổ Nhĩ Kỳ             | Ufuk Değer              |
| Trung Quốc             | Haolong Tan             |
| Úc                     | Danyon Edwards          |
| Venezuela              | José Anmer Paredes      |
| Ý                      | Marco Della Croce       |